# Roscoea megalantha
Roscoea megalantha là một loài thực vật có hoa trong họ Gừng. Loài này được Toshio Yoshida và Rinchen Yangzom miêu tả khoa học đầu tiên năm 2017.

## Phân bố và môi trường sống
Loài này có tại miền đông Bhutan và miền tây bang Arunachal Pradesh ở đông bắc Ấn Độ.
Điểm thu hái mẫu: 27°1′29″B 91°30′13″Đ / 27,02472°B 91,50361°Đ, tại Melong Brak, huyện Samdrup Jongkhar, đông nam Bhutan, ở cao độ 2.200 m.